# Латвийский национальный художественный музей
Латвийский национальный художественный музей (латыш. Latvijas Nacionālais mākslas muzejs) — один из старейших музеев Риги, основанный в 1869 году.

## История
До 1869 года художественные произведения, достойные музейного хранения, можно было увидеть в экспозициях музея Химзеля в помещении Анатомического театра и в городском Кабинете искусств, расположенном над восточным крылом бывшего Домского монастыря.
В 1869 году, благодаря стараниям комиссии под руководством члена Рижской ратуши Августа Генриха Холландера, в здании городской реальной гимназии состоялось открытие Рижской городской картинной галереи.
В 1872 году картинная галерея объединилась с Рижским немецким обществом поощрения художеств. Была создана общая экспозиция, разместившаяся в здании Рижского политехникума. В 1879 году обе коллекции переехали в особняк члена Рижской ратуши Людвига Вильгельма Керковиуса.

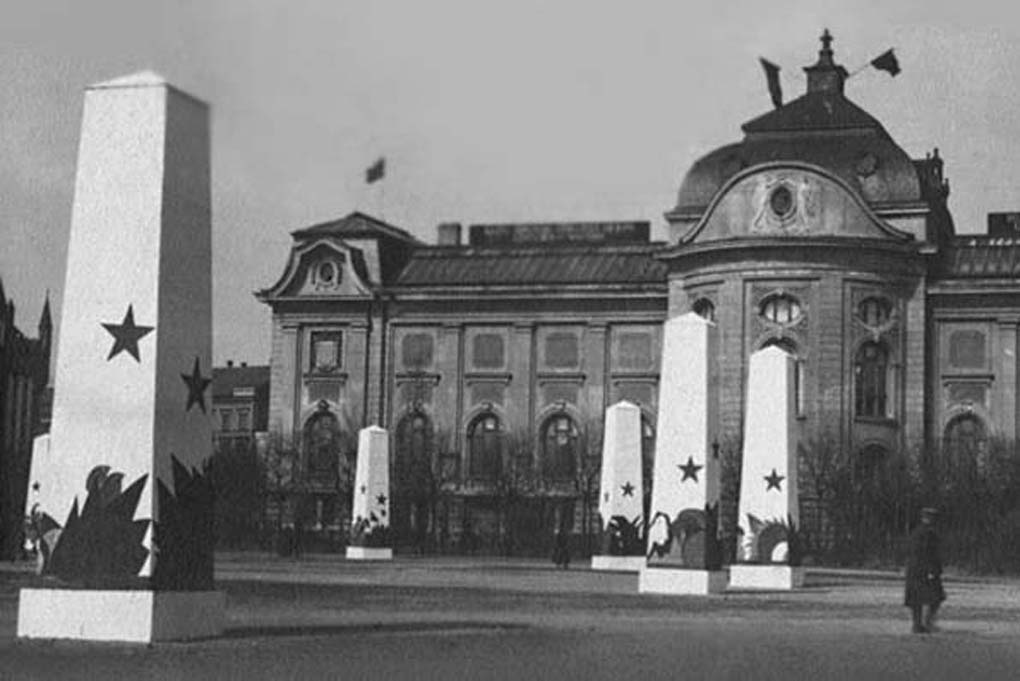
Здание музея украшенное к Празднику 1 мая 1919 года

Добровольцы перед отправкой на фронт на ступенях «Deusches Landes Museum». 21 окт. 1941 года

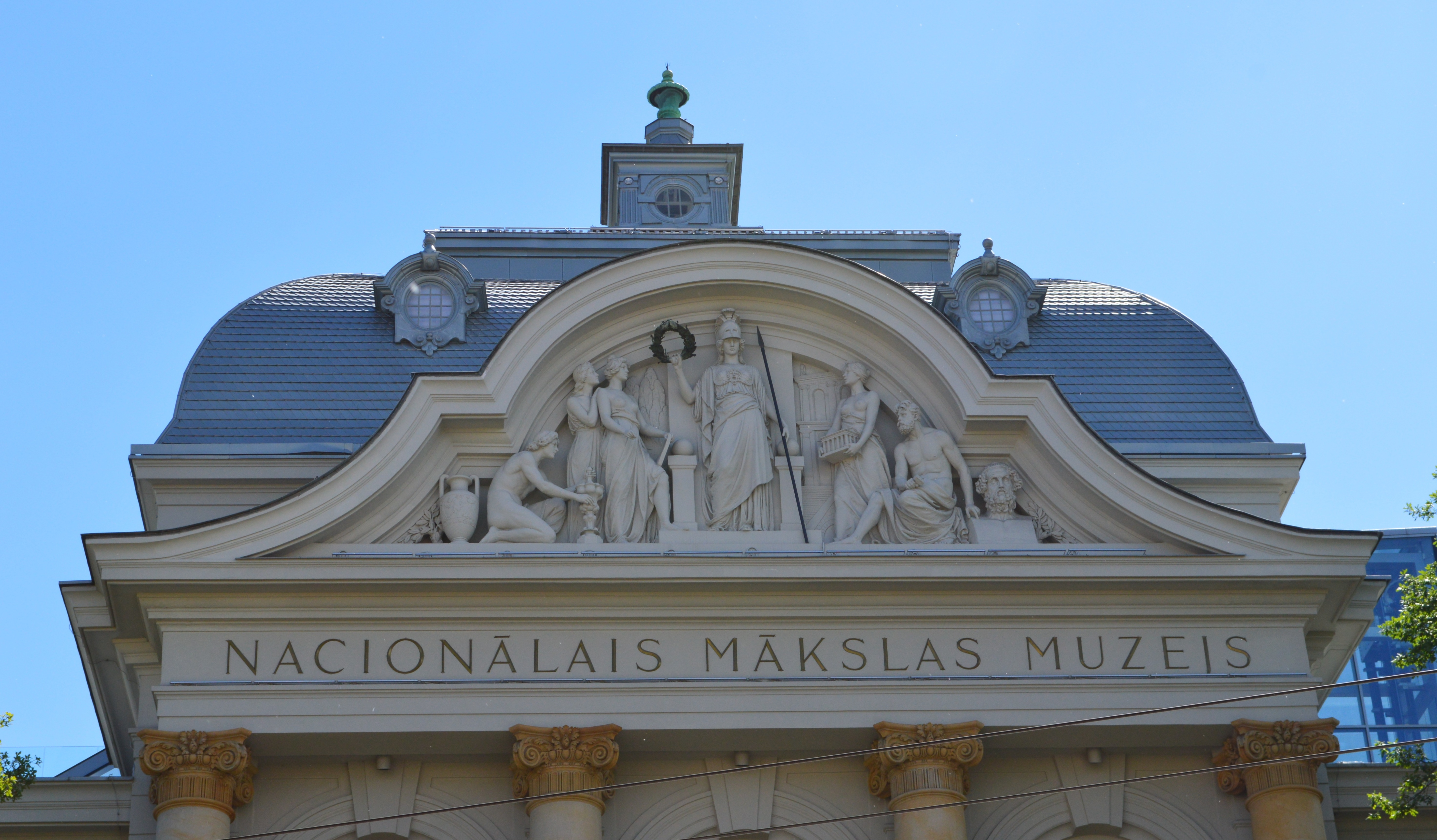
Фронтон Латвийского национального художественного музея после капитальной реставрации. Фото: 2018 год

Для полноценной музейной работы возникла потребность в собственных помещениях. По решению городского совета, в районе Эспланады было воздвигнуто необарочное здание Городского художественного музея (1903—1905). Его архитектор, известный и авторитетный в научных кругах, искусствовед и историк Вильгельм Нейман, стал первым директором музея.
С 2010 года к музею присоединены Музей зарубежного искусства и Музей дизайна и декоративного искусства.

Премия «Оскар» за мультфильм «Поток», выставленная в музее

В 2025 году, в музее были выставлены премии Европейской киноакадемии, «Оскар» и «Золотой глобус», присуждённые за мультфильм 2024 года — «Поток».

### Официальные названия музея
- с 1869 года — Рижская городская картинная галерея
- с 1905 года — Рижский городской художественный музей
- с июля 1940 года — Музей советского искусства Латвийской ССР
- с июля 1941 года – Немецкий государственный музей (нем. Deutsches Landes Museum)
- с октября 1944 года — Государственный музей латышского и русского искусства Латвийской ССР
- c 1964 года — Художественный музей Латвийской ССР[7]
- c 1987 года — Государственный художественный музей
- с 1995 года — Латвийский национальный художественный музей

### Реконструкция
Памятник архитектуры прослужил без капитального ремонта более 100 лет. 25 мая 2010 года Департамент имущества Рижской думы объявил международный эскизный конкурс на разработку проекта реконструкции здания и пристройки к зданию, на который было подано 28 работ. 30 сентября 2010 года жюри единогласно проголосовало за макет под девизом «VV 903», представленный архитектурным бюро «Processoffice» (Литва). 24 января 2011 года был подписан договор о разработке строительного проекта реконструкции и реставрации здания и строительства пристройки к нему. 23 мая 2012 года проект был утверждён в Рижской городской Стройуправе. Договор о начале работ был подписан 22 января 2013 года, здание сдано в эксплуатацию 1 декабря 2015 года.
Средства на реконструкцию, реставрацию и расширение здания выделила Рижская дума (16,75 млн евро), которая привлекла финансирование ЕС (13,05 млн.) из фонда ERDF. Государство в лице Министерства культуры выделило на проект 346 тыс. евро.
На церемонии приемки директор музея Мара Лаце напомнила, что ещё в 1929 году тогдашний директор музея, художник Вильгельм Пурвитис, писал в Рижскую думу, что музею необходимо расширяться. Потом он обращался вторично, и в 1938 году дума отказала, потому что это был слишком сложный проект. И вот наконец площадь музея увеличилась более чем вдвое. В ходе реконструкции музей получил новое пространство — подземный этаж со стеклянной крышей на уровне пешеходных дорожек парка «Эспланада». В историческом здании были созданы дополнительные выставочные залы площадью 585 м² в чердачном помещении и под куполом.
Также были забетонированы стены и плита перекрытия подвала в эркерной зоне, устроено новое перекрытие 3-го этажа со стороны Художественной академии, проведена реставрация рам 144 окон 1-го и 2-го этажей. Потолки вестибюля, стен, порталов дверей были очищены от слоёв краски и отреставрированы. Железобетонными полосами поддержали новые металлические стропила новой крыши со стороны улицы Элизабетес. Заменены инженерные коммуникации.
4 мая 2016 года, в День восстановления независимости Латвийской Республики, музей торжественно открылся в присутствии премьер-министра Латвии Мариса Кучинскиса, министра культуры Даце Мелбарде, председателя Рижской думы Нила Ушакова, художницы Джеммы Скулме и других почётных гостей. В этот день музей бесплатно посетило 19 тысяч человек, а за первые 4 дня работы — 25 тысяч.
3 ноября 2016 года Департамент собственности Рижской думы получил подтверждение от организаторов премии Europa Nostra 2017, что здание Латвийского Национального художественного музея выдвинуто на соискание этой награды в категории «Сохранение».

## Коллекция музея
Собрание музея составляет свыше 52000 экспонатов, разделённых на две обширные коллекции: коллекция латвийского искусства и коллекция зарубежного искусства. При этом коллекция искусства Латвии — крупнейшая в мире и отражает историю развития живописи, графики и скульптуры в Латвии с середины XVIII века до настоящего времени. Работы зарубежных авторов находится в собрании Музея зарубежного искусства в здании Рижской биржи.
Собрание организовано таким образом, что можно не только проследить развитие искусства в Латвии в целом, но и творческий путь отдельных авторов. Работы классиков — Юлия Феддерса, Карла Петерсона, Карла Гуна,  Яниса Розенталса, Вильгельма Пурвитиса, Яниса Валтера — составляют особую гордость музея.
Ещё до официального открытия музея несколько известнейших русских живописцев (И. Айвазовский, А. Боголюбов) передали в дар городу Риге свои работы. С этого времени собрание русской живописи непрерывно пополнялось. На сегодня собрание русской школы живописи представлено работами К. Брюллова, В. Тропинина, О. Кипренского, И. Шишкина, А. Саврасова, И. Левитана. В музее хранятся работы художников-передвижников — Василия Сурикова, Ильи Репина, Василия Перова, Владимира Маковского.

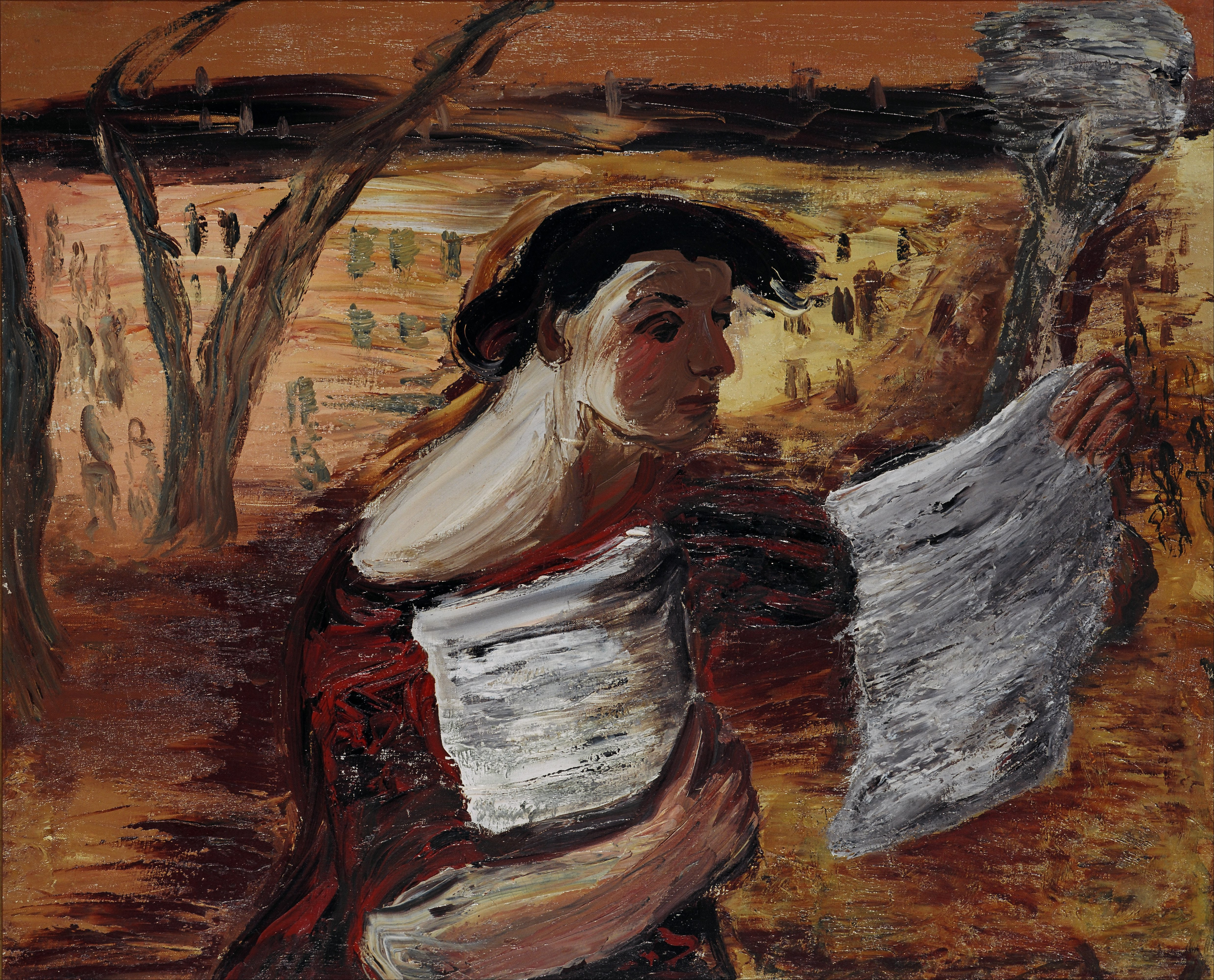
А. Древиньш. «Женщина с листовками» (1933).

Искания начала двадцатого века отразились в работах мастеров, принадлежавших к таким творческим объединениям, как «Мир Искусства», «Голубая роза», «Бубновый Валет», — Александра Бенуа, Бориса Кустодиева, Ильи Машкова и других. Особо следует отметить коллекцию произведений Николая и Святослава Рериха.
Работы русских художников не представлены в постоянной экспозиции, но регулярно выставляются на проходящих в музее тематических выставках.
Всего собрание музея насчитывает около 40 тысяч работ, из которых примерно одна сотая часть находится в постоянной экспозиции, как и в других музеях мира.

#### Экспозиции
Открытие экспозиции, обновлённой после реконструкции здания музея, было встречено противоречивыми откликами, поскольку в постоянной экспозиции теперь представлено только искусство Латвии и латвийских художников, а произведения русских мастеров оказались недоступны для посетителей. В музее подтвердили, что в 2010 году после объединения нескольких художественных музеев их коллекции были пересмотрены и упорядочены, и теперь картины распределены по своим местам. Заместитель директора музея по собранию Ивета Деркусова пояснила, что коллекция русских художников будет выставляться в Рижской бирже.
«Тут не представлены многие художники, но есть работы художников-новаторов, продвигавших развитие латвийского искусства в том или ином периоде. Среди художников за чертой остались очень многие, потому что список неоспоримо достойных — как минимум втрое длинней, чем наши стены», — заявила Деркусова. Из русских художников в экспозиции представлены те, чья жизнь и творчество связаны с Латвией — в частности, Александра Бельцова и Волдемарс Матвейс, известный в России как Владимир Марков.

### Искусство Балтии II половины XVIII — конца XIX вв.
Экспозиция знакомит с многонациональной картиной развития профессионального искусства Балтии II половины XVIII — конца XIX вв., иллюстрируя основные стилистические тенденции в живописи данного периода — классицизм, романтизм, бидермейер и академический реализм. Здесь представлены работы художников, родившихся в балтийском географическом ареале (И. Г. Бауманис, Й. Л. Эгинк, А. Хейбель и т. д.), и тех живописцев, чьи жизнь и творчество были связаны с Балтией.

### Искусство Латвии конца XIX — середины XX вв.
Экспозиция искусства Латвии конца XIX — середины XX вв. даёт представление об истории становления и развития национальной художественной школы, знакомя с важнейшими стилистическими тенденциями определённого периода и творчеством наиболее выдающихся латышских художников.

### Искусство Латвии. 1945–1985. Социалистический реализм.
Экспозиция дает представление о различных фазах и ответвлениях в латвийском искусстве этого периода. Работы дают возможность проследить переход от канонического социалистического реализма через т. н. «суровый стиль» к искусству постсталинской эпохи, которое несло в себе черты яркой индивидуальности и сильного интереса к искусству довоенного модернизма. В 1970-е годы также обозначилась реакция на соцмодернизм, что привело к появлению экспериментов в области фотореализма и искусства раннего постмодернизма.

### Искусство Латвии. 1985–2000.
Искусство этого периода представлено произведениями художников-неоэкспрессионистов, абстрактными и концептуальными работами, а также экспериментами с объектами, ассамбляжами и инсталляциями художников-нонконформистов 1990-х годов.

## Галерея: Картины из коллекции музея и интерьеры музея

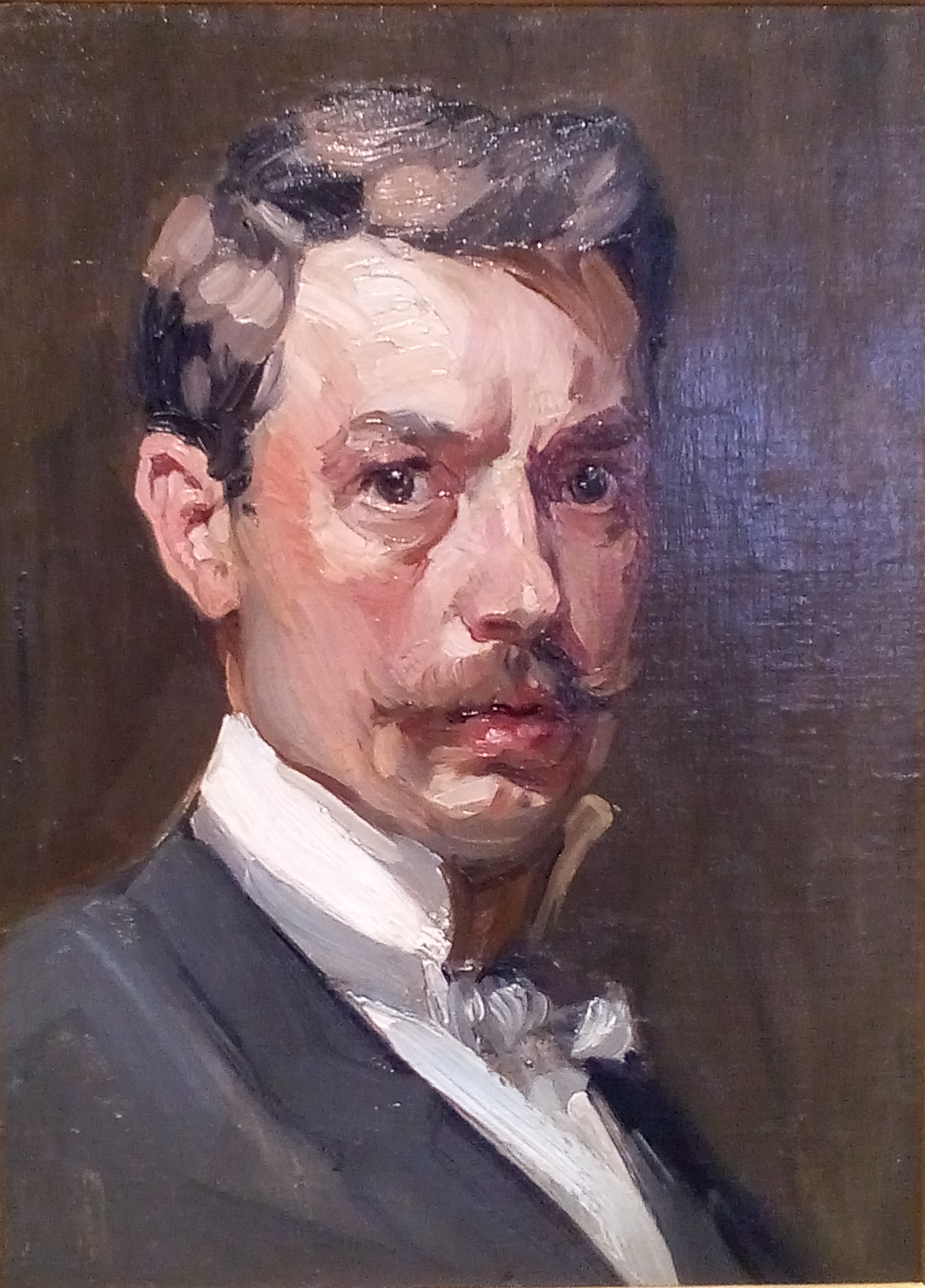
Янис Розенталс. Автопортрет. 1900
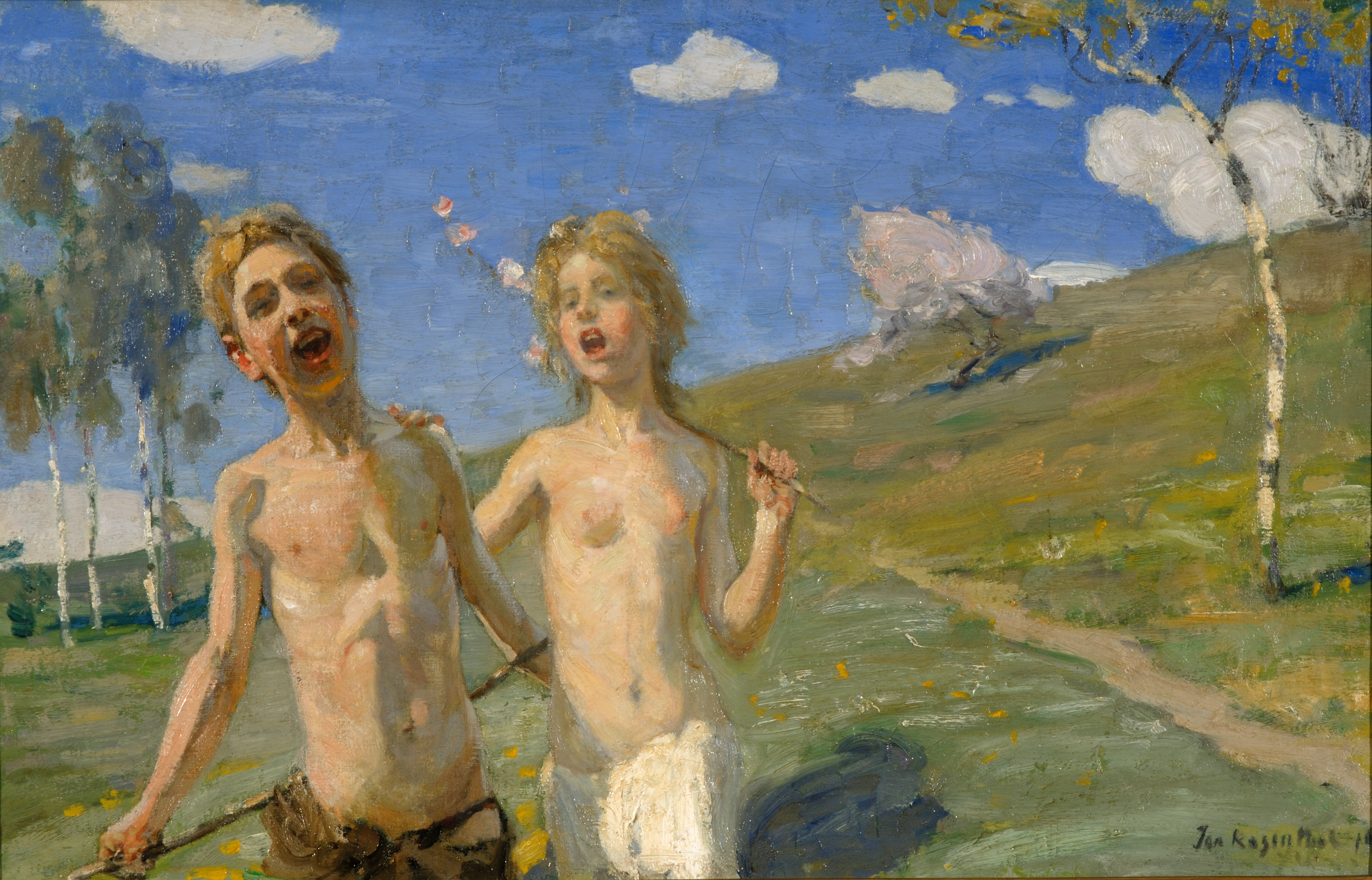
Янис Розенталс. Ликующие дети. 1913
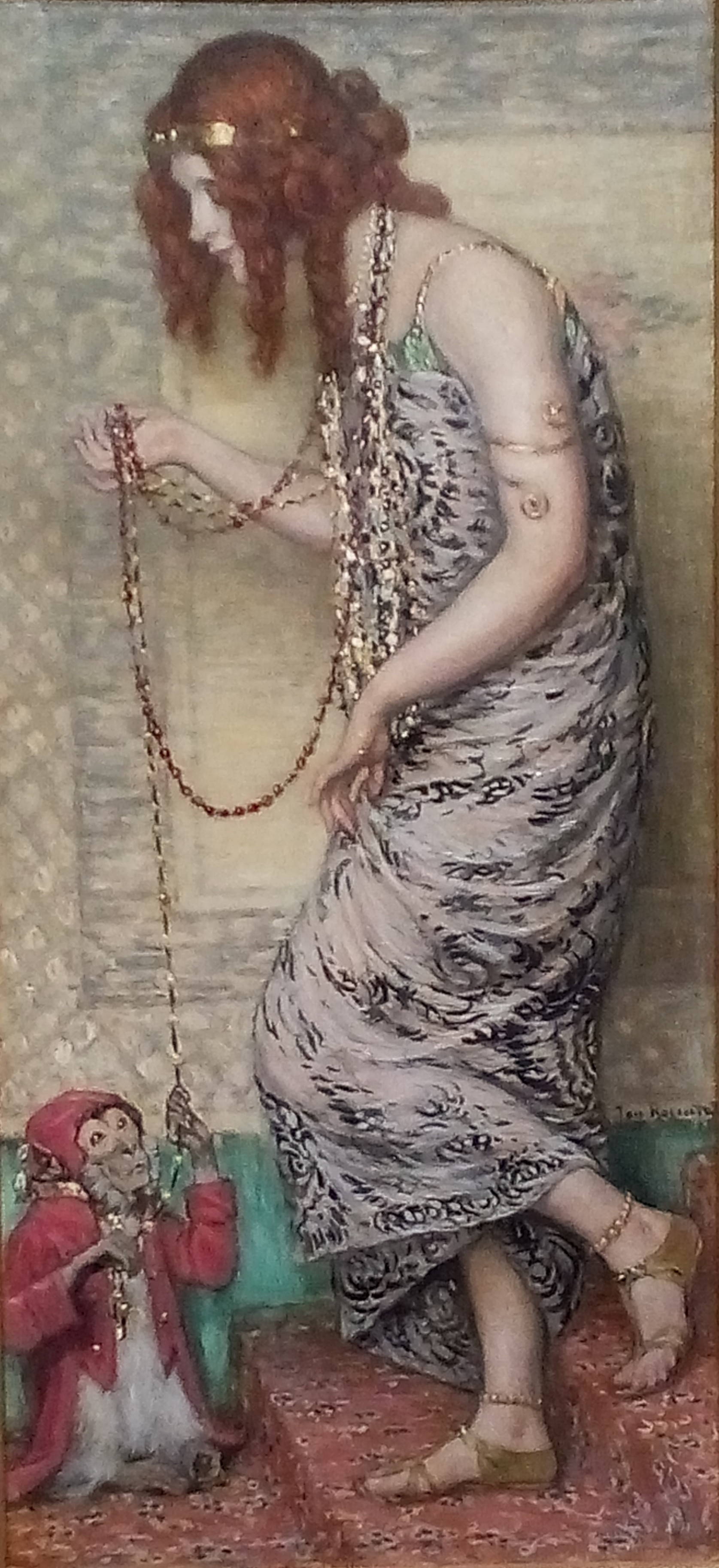
Янис Розенталс. Принцесса и обезьяна. 1913. Одна из трёх версий в собрании музея
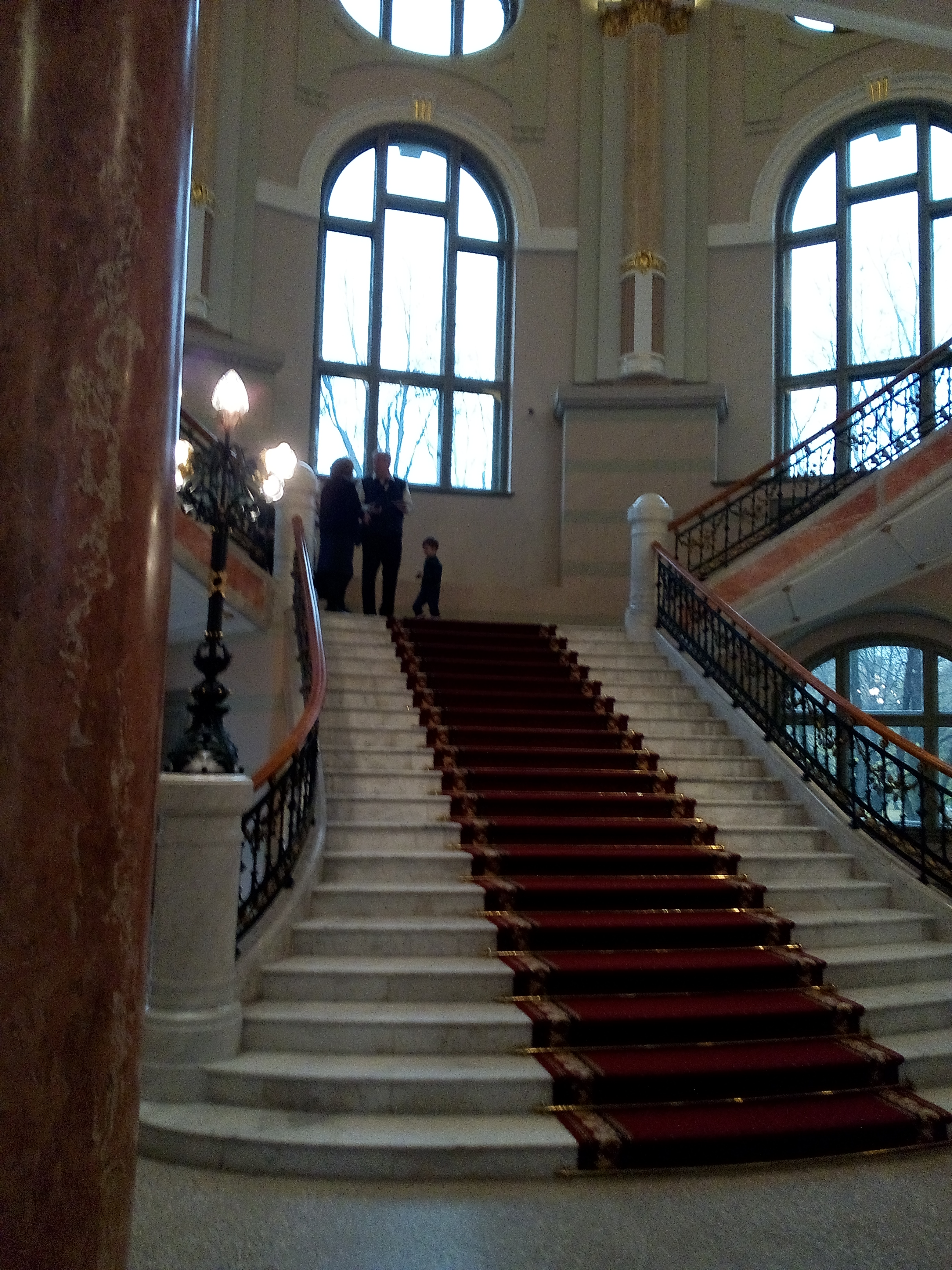
Художественный музей (Рига). Интерьер. Парадная лестница
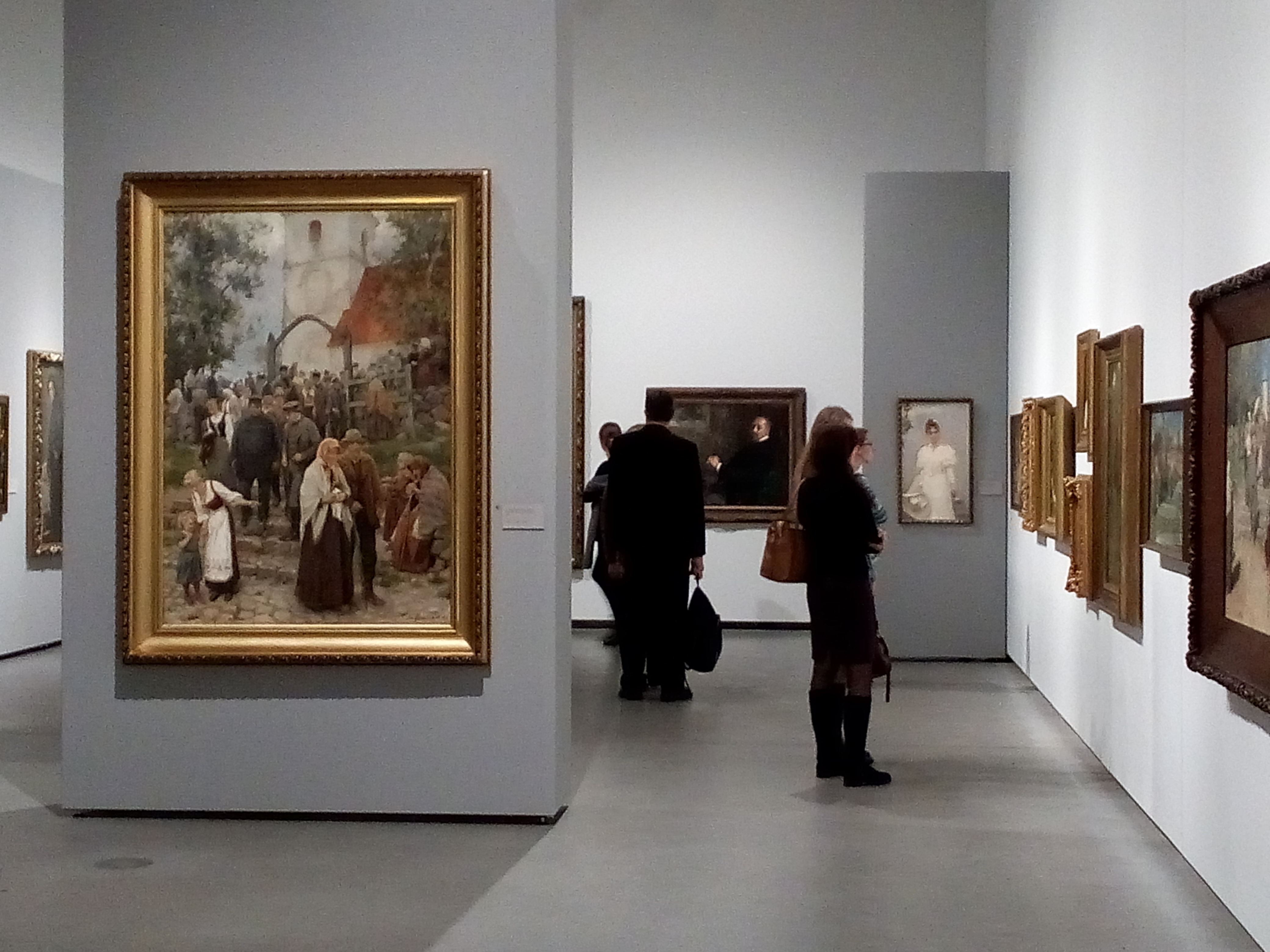
Выставка Яниса Розенталса в Латвийском Национальном художественном музее. 2016

## Филиалы
- Выставочный зал Арсенал Латвийского Национального художественного музея
- Музей Романа Суты и Александры Бельцовой (мемориальная квартира латвийских мастеров эпохи классического модернизма Романа Суты и Александры Бельцовой)